# Leif Vestergaard Pedersen
Leif Vestergaard Pedersen (født 16. februar 1956 i Aarhus) er en dansk økonom og tidligere direktør. Han er frem til 2025 formand for Det Etiske Råd og var fra 2017 til 2022 medlem af Medicinrådet.
Leif Vestergaard Pedersen er uddannet cand.oecon. fra Aarhus Universitet. Han var 2005 til 2010 sundhedsdirektør i Region Midtjylland og fra 2010 til 2018 administrerende direktør i Kræftens Bekæmpelse. Siden 2019 har han været chefkonsulent ved Lundgaard Konsulenterne.
Han har siden 2019 været medlem af Det Etiske Råd, hvor han er udpeget af Danske Patienter. Han har været formand for rådet siden 2022.
Siden 2021 har han været bestyrelsesformand for Filadelfia.
Leif Vestergaard Pedersen er bosat i Jelling.